# Стонифорд (Калифорнија)
Стонифорд (енгл. Stonyford) насељено је место без административног статуса у америчкој савезној држави Калифорнија.

## Демографија
По попису из 2010. године број становника је 149.
| Група             | 2000.    | 2010.       |
| Белци             | 0 (0,0%) | 119 (79,9%) |
| Афроамериканци    | 0 (0,0%) | 0 (0,0%)    |
| Азијати           | 0 (0,0%) | 0 (0,0%)    |
| Хиспаноамериканци | 0 (0,0%) | 22 (14,8%)  |
| Укупно            | 0        | 149         |